# Davonte Howell
Davonte Howell (* 28. Oktober 2005) ist ein Leichtathlet von den Cayman Islands, der sich auf den Sprint spezialisiert hat.

## Sportliche Laufbahn
Erste Erfahrungen bei internationalen Meisterschaften sammelte Davonte Howell bei den CARIFTA Games 2022 in Kingston, bei denen er in 10,63 s den sechsten Platz im 100-Meter-Lauf in der U20-Altersklasse belegte und mit der 4-mal-100-Meter-Staffel in 40,72 s die Bronzemedaille gewann. Anschließend schied er bei den U20-Weltmeisterschaften in Cali mit 10,56 s in der ersten Runde über 100 Meter aus. Im Jahr darauf siegte er bei den CARIFTA Games 2023 in Nassau in 10,30 s über 100 Meter und gelangte mit der Staffel mit 40,91 s auf den fünften Platz. Anschließend schied er bei den Panamerikanischen U20-Meisterschaften in Mayagüez mit 10,83 s und 21,34 s jeweils im Vorlauf über 100 und 200 Meter aus. Zudem begann er im selben Jahr ein Studium an der University of Tennessee in den Vereinigten Staaten. 2024 verteidigte er bei den CARIFTA Games in St. George’s in 10,15 s seinen Titel über 100 Meter und gewann im 200-Meter-Lauf in 20,90 s die Bronzemedaille. Im August nahm er an den Olympischen Sommerspielen in Paris teil und schied dort mit 10,23 s in der ersten Runde über 100 Meter aus.
2024 wurde Howell Landesmeister im 100-Meter-Lauf.

## Persönliche Bestzeiten
- 100 Meter: 10,10 s (+1,2 m/s), 16. Juni 2024 in Nassau
  - 60 Meter (Halle): 6,64 s, 9. Februar 2024 in Clemson
- 200 Meter: 20,88 s (+0,4 m/s), 9. Mai 2024 in Gainesville